# 井上孝 (歯学者)
井上 孝（いのうえ たかし、1953年- ）は、日本の歯科医師、歯学者。東京歯科大学名誉教授・特任教授。

## 経歴
1972年桐朋高等学校卒業。1978年東京歯科大学卒業、以降東京歯科大学講師、
助教授を務め、2001年より臨床検査学教室（現臨床検査病理学講座）教授。
その後、東京歯科大学において千葉病院臨床検査部長、口腔科学研究センター所長、
大学院研究科長、千葉病院病院長、歯科衛生士専門学校校長を歴任。

この間、カナダ・トロント大学歯学部客員助教授、アラバマ大学歯学部客員研究員、九州大学歯学部非常勤講師、
広島大学歯学部非常勤講師、日本大学歯学部非常勤講師、大阪大学歯学部非常勤講師、新潟大学歯学部非常勤講師、
東京理科大学客員教授、および鄭州大学口腔医学院名誉院長・同研究所名誉所長を歴任。
現在、東京歯科大学名誉教授・特任教授、東京医学技術専門学会副校長、広島大学歯学部客員教授、岡山大学医学部非常勤講師、
全国歯科衛生士教育協議会関東甲信越地区会長
病院外来業務では、ドライマウス外来、歯科金属アレルギー外来、味覚異常外来、インプラントのセカンドオピニオン外来、病理診断科、一般臨床検査科担当。

2021年2月19日、日本歯科医学会会長賞受賞

## 研究
インプラントの組織界面の改良、歯髄・歯根膜の再生と誘導、人工材料の開発など。

## 取得博士号・専門医資格・指導医資格
- 1983年東京歯科大学歯学博士取得。歯学博士学位論文の題は「Isoproterenol長期投与ラット顎下腺の微細構造に関する研究」[3]。
- 死体解剖資格認定医（第4332号）
- 衛生検査技師免許受領（第39133号）
- 口腔病理専門医（第29号）
- 臨床修練指導歯科医認定（第349号）
- 日本口腔インプラント学会指導医（第5号）
- 口腔検査認定医（第1号）

## 著作
- 井上孝 他 著、下野正基、飯島国好 編『治癒の病理　ペリオ・エンドの臨床のために』監修 山村武夫、医歯薬出版、1988年3月。ISBN 978-4-263-40528-4。
- 井上孝 他『口腔インプラント学　全3巻』監修 川原春幸、医歯薬出版、1991年7月。ISBN 978-4-263-45114-4。
- 下野正基、野間弘康、山根源之、田中陽一、井上孝 著、下野, 正基、野間, 弘康、山根, 源之 編『口腔外科、病理診断アトラス』石川達也、内田安信、稗田豊治、平沼謙二、医歯薬出版、東京都文京区〈アドバンスシリーズ1〉、1992年9月15日。ISBN 4-263-45161-9。
- 井上孝、橋本貞充 編『月刊「デンタルハイジーン」別冊 ビジュアルメモ　覚えておきたいこの知識』監修 下野正基、医歯薬出版、1992年9月。
- 井上孝、橋本貞充 編『月刊「デンタルハイジーン」別冊 ビジュアルメモ　覚えておきたい歯の一生』監修 下野正基、医歯薬出版、1993年10月。
- 赤川, 安正、高森, 等、中村, 社綱 編『オッセオインテグレーテッド　インプラント』医歯薬出版〈歯界展望 別冊〉、1993年11月。
- 井上孝 他 著、下野正基、飯島国好 編『治癒の病理 臨床編 第1巻 歯内療法 歯髄保存の限界を求めて』医歯薬出版、1993年11月。ISBN 978-4-263-45229-5。
- 井上孝 他 著、下野正基、飯島国好 編『治癒の病理 臨床編 第2巻 歯周治療 変容する臨床像への対応』医歯薬出版、1994年8月。ISBN 978-4-263-45230-1。
- 下野, 正基、井上, 孝、橋本, 貞充 編『みてみよう　口腔疾患の病因と病態 1』医歯薬出版、1994年12月。ISBN 978-4-263-42111-6。
- 下野, 正基、井上, 孝、橋本, 貞充 編『みてみよう　口腔疾患の病因と病態 2』医歯薬出版、1994年12月。ISBN 978-4-263-42112-3。
- 井上孝 他 著、下野正基、飯島国好 編『治癒の病理 臨床編 第3巻 歯の移植・再植 歯根膜をいかす』医歯薬出版、1995年8月。ISBN 978-4-263-45231-8。
- 井上孝 他 著、増原英一 編『先進歯科技術と新臨床　歯科医療新時代へのアプローチ』医歯薬出版、1995年9月。ISBN 978-4-263-45303-2。
- 井上孝、下地勲、月星光博、花田晃治、毛利環 編『歯牙移植の臨床像』クインテッセンス出版〈ザ・クインテッセンス別冊〉、1996年4月10日。ISBN 978-4-87417-505-7。
- 井上孝 他 著、下野正基、飯島国好 編『治癒の病理 臨床編 第3巻 インプラント 臨床的評価と基礎からの検証』医歯薬出版、1996年9月。ISBN 978-4-263-45232-5。
- 市村賢二、井上孝、植野芳和、下野正基、豊島義博、中林宣男、松村英雄、三ツ木久弥 ほか 著、接着臨床研究会、眞坂, 信夫、安田, 登 編『接着の臨床　治癒を補う歯科治療』医歯薬出版、1996年10月。ISBN 978-4-263-45351-3。
- 井上孝 他 著、安田登、田上順次 編『隔月刊「補綴臨床」別冊 新しい齲蝕学・修復学を求めて』医歯薬出版、1997年5月。
- 井上孝 他 著、伊藤公一、高橋英登、宮地建夫、向井美惠、安井利一、小野芳明、齊藤力、鈴木尚 編『歯と口の健康百科　家族みんなの健康のために』医歯薬出版、1998年7月。ISBN 978-4-263-45400-8。
- 井上孝、武田孝之 編『インプラントがよくわかる　Q＆A70』医歯薬出版〈歯界展望 別冊〉、1998年11月。
- 井上孝 他 著、二階, 宏昌、伊集院, 直邦、下野, 正基 編『歯学生のための病理学 口腔病理編』（第2版）医歯薬出版、1999年5月1日。ISBN 978-4-263-45438-1。
- 井上孝、武田孝之『クリニカル・ベーシック・シリーズ1 インプラントの病理と臨床』監修 下野正基、ヒョーロン・パブリッシャーズ、1999年6月29日。ISBN 978-4-930881564。
- 髙野伸夫、井上孝『口腔病変イラストレイテッド』監修 下野正基、医歯薬出版〈歯界展望 MOOK〉、1999年9月25日。
- 井上孝 他 著、加藤, 敏明、椎貝, 達夫、田村, 勝美 編『月刊「歯科技工」別冊 デンタル・インプラント TODAY』医歯薬出版、1999年12月1日。
- 井上孝『歯科なるほどホント学』デンタルダイヤモンド社、2000年9月1日。ISBN 978-4885107061。
- 井上孝『歯科なるほどボウケン学』デンタルダイヤモンド社、2001年5月1日。ISBN 978-4885107191。
- Donald Maxwell Brunette『クリティカルに考える』監訳 石川達也、下野正基、井上孝、安彦善裕、松久保隆、クインテッセンス出版、2001年7月10日。ISBN 978-4-87417-690-0。
- 井上孝、松坂賢一『チェアーサイドのまず臨床検査からガイドブック』デンタルダイヤモンド社、2002年7月1日。ISBN 978-4885107955。
- 井上孝『歯科なるほどケンサ学』デンタルダイヤモンド社、2003年5月1日。ISBN 978-4885109133。
- 和嶋, 浩一、井上, 孝、和気, 裕之 編『チャート式　こんな患者が来院したら・・・ 歯科治療と全身疾患』デンタルダイヤモンド社、2004年4月1日。ISBN 978-4885109362。
- 井上, 孝、矢島, 安、大澤, 有 編『デンタルダイヤモンド増刊号 メディカル・インタビュー 求められる言葉の医療行為』デンタルダイヤモンド社、2004年10月1日。
- 山﨑長郎、高橋常男、勝山英明、井上孝、林揚春、植松厚夫、河奈裕正 編『Ultimate Guide IMPLANTS』医歯薬出版、2004年10月25日。ISBN 978-4-263-44191-6。
- 井上孝 編『臨床歯科エビデンス 病態からみた発生』南山堂、2005年4月25日。ISBN 978-4-525-80031-4。
- 井上孝 他 著、赤川, 安正、松浦, 正朗; 矢谷, 博文 ほか 編『よくわかる　口腔インプラント学』医歯薬出版、2005年5月15日。ISBN 978-4-263-45583-8。
- 井上孝 他 著、海野, 雅浩、小谷, 順一郎; 渋井, 尚武 ほか 編『一から学ぶ　歯科医療安全管理』医歯薬出版、2005年7月10日。ISBN 978-4-263-45586-9。
- 原正幸、井上孝『裸のインプラント』デンタルダイヤモンド社、2006年4月1日。ISBN 978-4-88510-988-1。
- 井上孝 他 著、編集代表 脇田稔 編著 前田健康、山下靖雄、明坂年隆 編『口腔組織・発生学』医歯薬出版、2006年8月20日。ISBN 978-4-263-45600-2。
- 井上孝 編『歯科衛生士のための　感染予防スタンダード』医歯薬出版、2006年10月25日。ISBN 978-4-263-42157-4。
- 井上孝 他 著、上田秀朗 編『隔月刊「補綴臨床」別冊 歯科臨床における再生療法』医歯薬出版、2006年11月20日。
- 井上孝 他 著、中川種昭 編『はじめてのフラップ手術』医歯薬出版〈歯界展望 別冊〉、2007年4月25日。
- 井上孝、原正幸『それからの裸のインプラント』デンタルダイヤモンド社、2008年4月1日。ISBN 978-4-88510-147-2。
- 井上孝 他 著、下野正基、髙田隆 編『新口腔病理学』医歯薬出版、2008年6月10日。ISBN 978-4-263-45621-7。
- 井上孝、武田孝之 編『臨床歯科エビデンス 口腔インプラントの常態と病態』南山堂、2008年11月11日。ISBN 978-4-525-80071-0。
- 井上孝、矢島安朝、松坂賢一、武田孝之『インプラントのセーフティーネット 臨床検査のある風景』デンタルダイヤモンド社、2009年5月1日。ISBN 978-4-88510-180-9。
- 井上孝『歯科なるほどイロイロ学』デンタルダイヤモンド社、2010年4月1日。ISBN 978-4-88510-205-9。
- 井上孝、小林隆太郎 編『月刊「デンタルハイジーン」別冊 歯科医院で気づく・見落とさない！ 色と形からみる口腔粘膜病変』医歯薬出版、2010年11月25日。
- 井上孝 他 著、赤川, 安正、松浦, 正朗; 矢谷, 博文 ほか 編『よくわかる　口腔インプラント学』（第2版）医歯薬出版、2011年1月20日。ISBN 978-4-263-45640-8。
- Raby Beaglehole, Habib Benzian,Joe Crail, Judith Mackay 著、監訳 神原正樹、井上孝 訳 日本歯科医師会国際学術交流委員会 訳、FDI 編『オーラルヘルスアトラス-世界の口腔健康関連地図-』口腔保健協会、東京都豊島区、2011年1月28日（原著2009年）。ISBN 978-4-89605-270-1。
- 井上孝、石和久、松坂賢一『口腔病態＆身体病変の相互関係を探る 歯科医から口腔医への変身術“30”』デンタルダイヤモンド社、2011年3月1日。ISBN 978-4-88510-224-0。
- 髙野伸夫、井上孝『チャートでわかる 口腔病変診断治療ビジュアルガイド』医歯薬出版、2011年5月1日。ISBN 978-4-263-46108-2。
- Jeremy Williams、C. S. Langham、井上孝『English for the Dental Clinic 歯科医院で使える英語』医歯薬出版、2011年11月1日。ISBN 978-4-263-45651-4。
- 井上孝編著：口腔医療に必要な臨床検査、Dental Diamond、2012
- 井上孝編著：歯科衛生教本・臨床検査、医歯薬出版，2012
- 井上孝編著：口腔と全身の健康、歯科医療と検査、医歯薬出版、2012
- 井上孝編著：口腔病態と身体病変お相互関係を探る、デンタルダイヤモンド社、2012
- 井上孝、武田孝之共著：創傷の治癒、医歯薬出版、2013
- 井上孝：タカシのついツイッター、デンタルダイヤモンド社、2014
- 井上孝著分担：非侵襲性検体検査の最前線、唾液検査の応用、シーエムシー出版、2015
- 井上孝：可笑しな、冒しな、おかしな歯科界、Kira Books, 2017
- Takashi INOUE:The approach to Membranous Lesions in the Oral Mucosa. FDI 2017
- 井上孝編著：病理総論からみた口腔病理学、永末書店、2018年
- 井上孝共著：長期症例に学ぶIMPLANT Clinical、デンタルダイヤモンド社、2019

## 所属団体
- 日本口腔検査学会 前理事長[4]
- 日本病理学会 評議員[5]
- 日本臨床口腔病理学会 理事[6]
- 日本口腔インプラント学会 代議員[7]
- 日本歯科医学教育学会 評議員[8]
- 日本再生歯科医学会理事
- 歯科基礎医学会評議員
- FDI理事（アジア太平洋地域代表）
- 日本歯科医師会学術委員会・国際交流委員会委員長
- 日本歯科医学会副会長
- 全国歯科衛生士教育協議会関東支部会次期会長
- 日本歯科医学会連合副理事長